# NGC 5203
NGC 5203 ist eine 12,6 mag helle Elliptische Galaxie vom Hubble-Typ E-S0 im Sternbild Jungfrau nördlich der Ekliptik. Sie ist schätzungsweise 297 Millionen Lichtjahre von der Milchstraße entfernt und hat einen Durchmesser von etwa 160.000 Lj.
Im selben Himmelsareal befinden sich u. a. die Galaxien NGC 5232 und IC 899.
Das Objekt wurde am 4. Februar 1786 von Wilhelm Herschel mit einem 18,7-Zoll-Spiegelteleskop entdeckt, der sie dabei mit „vF, vS, easily resolvable, 240 power rather confirmed“ beschrieb. John Herschel notierte bei einer Beobachtung mit einem 18-Zoll-Spiegelteleskop im Jahr 1847: „vF, S, R, gbM, 15 arcseconds“.